# Der Polarexpress (Buch)
Der Polarexpress (deutsche Erstausgabe Der Polarexpreß, englischer Originaltitel The Polar Express) ist ein Bilderbuch des US-amerikanischen Autors und Illustrators Chris Van Allsburg, das 1985 beim Verlag Houghton Mifflin veröffentlicht wurde. Die deutsche Erstausgabe in einer Übersetzung von Martin Walser erschien 1989 beim Ravensburger Verlag.

## Inhalt
Der Ich-Erzähler, ein kleiner Junge, liegt in seinem Bett und wartet darauf, die Glöckchen des Weihnachtsschlittens zu hören. Doch stattdessen hört er das Zischen einer Dampflok, die genau vor seinem Haus gehalten hat. Ein Schaffner blickt zu seinem Fenster hoch und winkt. Der Junge zieht seine Hausschuhe und einen Morgenrock an, läuft zum Schaffner und erfährt, dass der Zug der Polarexpress sei und zum Nordpol fahre. Der Junge besteigt den Zug und findet sich inmitten vieler weiterer Kinder. Nach längerer Fahrt durch unberührte Winterlandschaften, dunkle Wälder und über steile Berge kommen sie schließlich am Nordpol an, wo sich eine Stadt mit zahlreichen Fabriken befindet, in denen sämtliche Spielsachen für Weihnachten hergestellt werden.
Im Zentrum der Stadt haben sich die Elfen versammelt und warten dort auf die Ankunft des Weihnachtsmannes. Als dieser erscheint, wählt er aus der Menge der Polarexpress-Kinder den Erzähler aus, um ihm das erste Weihnachtsgeschenk zu überreichen. Auf die Frage, was sich der Junge wünsche, wählt dieser ein Glöckchen vom Rentierschlitten des Weihnachtsmannes. Ein Elf schneidet eines der Glöckchen vom Schlitten ab und der Junge steckt es in die Tasche seines Morgenrocks. Kurz darauf macht sich der Weihnachtsmann mit seinem Schlitten auf den Weg und die Kinder besteigen den Polarexpress, um wieder nach Hause zu fahren. Als die anderen Kinder das Glöckchen sehen wollen, stellt der Junge verzweifelt fest, dass sein Morgenrock ein Loch hat und das Glöckchen verloren gegangen ist.
Am Weihnachtsmorgen packen der Junge und seine Schwester Sarah zu Hause die Weihnachtsgeschenke aus. Diese entdeckt schließlich noch ein kleines Packerl hinter dem Christbaum, in dem sich eine Notiz vom Weihnachtsmann und das Glöckchen befinden. Als der Junge das Glöckchen läutet, können dieses nur der Junge und seine Schwester hören. Die Eltern hingegen hören nichts und glauben, dass es kaputt sei. Ein paar Jahre später kann auch Sarah das Läuten nicht mehr hören: Nur für den Jungen – und für all jene, die fest an Weihnachten glauben – läutet das Glöckchen nach wie vor.

## Rezeption
Kaylee Davis schreibt in ihrer Rezension: „Diese preisgekrönte Geschichte ist in der Weihnachtszeit in den Haushalten auf der ganzen Welt ein Klassiker zum Vorlesen geworden. Die sanft leuchtenden Bilder, die zärtliche Geschichte über den magischen ‚Weihnachtstraum‘ eines Jungen und der Klang eines einzelnen Glöckchens werden die Fantasie der Kinder in der Weihnachtszeit über Jahre hinweg beflügeln.“
Laut einer OCLC-Studie, in der 33.000 Forschungs-, universitäre, öffentliche und Schulbibliotheken untersucht wurden, war The Polar Express das am häufigsten enthaltene Buch (Stand Februar 1999).

## Auszeichnungen
Der Polarexpress wurde 1986 mit der Caldecott Medal ausgezeichnet.

## Referenzen
Der Polarexpress wird in dem literarischen Nachschlagewerk 1001 Kinder- und Jugendbücher – Lies uns, bevor Du erwachsen bist! für die Altersstufe 5+ Jahre empfohlen. Das Buch ist außerdem in der Anthologie The Hutchinson Treasury of Children’s Literature enthalten.

## Adaptionen
- Der Polarexpress, computer-animierter Film (1 Stunde 40 Minuten) unter der Regie von Robert Zemeckis, u. a. mit Tom Hanks, 2004

## Ausgaben
- The Polar Express. Houghton Miffin, USA 1985 (englisch).
- Der Polarexpreß. Ravensburger, 1989.
- Der Polarexpress. Übersetzt von Hansjörg Schertenleib. Aladin, 2019